# جبل ولينغتون (كولومبيا البريطانية)
جبل ولينغتون (بالإنجليزية: Mount Wellington British Columbia) هو جبل يقع في منطقة (the Queens Reach arm) المحاذية لساحل كولومبيا البريطانية في كندا داخل نطاقات المحيط الهادئ.

## نظرة عامة
يبلغ ارتفاع الجبل 1,727 متر (5,666 قدم)، عرف جبل ولينغتون خلال عمليات مسحية قامت به سفينتين بريطانيتين تابعتين للبحرية البريطانية اسمهما ( HMS Plumper)، سمي الجبل باسم جبل ولينغتون بعدما استطاع القائد البريطاني دوق ولينغتون هزيمة القائد الفرنسي نابليون في معركة واترلو الشهيرة.

## وصلات خارجية
- http://www.env.gov.bc.ca/bcgn-bin/bcg10?name=20114
- Detail Map of Mount Wellington نسخة محفوظة 28 نوفمبر 2012 at Archive.is